# Иноченти
Innocenti (произн. „Иноченти“) е бивш италиански производител на автомобили.

## История
Компанията е създадена през 1920 г. от Фердинандо Innocenti, бивш ковач, роден в Пеша.
След Втората Световна война Фердинандо създава свое собствено предприятие за производство на малолитражни автомобили и мотопеди. Първият модел мотопед (скутер) на фирмата носи името Lambretta. Моделът е произвеждан и в други страни под лиценза на марката. Поради своите добри решения, Федерико Иноченти прави истински бум на производството, но след Втората световна война компанията му, занимаваща се с тежко машиностроене, претърпява финансови загуби. Въпреки това Innocenti успява да се възстанови благодарение проницателната политика на Фердинандо Иноченти. През 1958 г. неговият син Луиджи Иноченти, който има нюх към технически разработки, разработва различни проекти с чуждестранни партньори за производството на автомобил. През 1959 г. под лиценза на британската автомобилна компания BMC компанията произвежда първият си автомобил Innocenti А40 на базата на Austin A40. Партньорството с британската компания не повлиява положително на отношенията с FIAT. През 1960 г. в Торино е представен моделът Innocenti 950. Производството се осъществява до асемблирането на модела Lambretta в ОСИ в Торино. Компанията работи и с дизайнерското ателие Ghia за производството на каросериите и има амбицията да произведе модел с шестцилиндров двигател от Ferrari. През 1965 г. Innocenti преговаря с BMC и Austin Morris за производството на нов малолитражен автомобил на базата на известния британски модел от миналото – Mini. 1966 г. е една от последните години, в която компанията има успех. През месец юли автомобилният производител започва да изпитва трудности и се стига до слухове за продажба на компанията. Макар и с малко производство, Innocenti продължава да функционира. През 1969 г. се предлагат оферти за сливане от ИРИ, FIAT, Alfa Romeo и BMC. Предложението на FIAT е отхвърлено. През 1971 г. компанията продължава да произвежда автомобили, но се набляга и на производството на автомобилни компоненти. През 1971 г. Фусаиа предотвратява продажбата на Innocenti на новосъздадения британски концерн British Leyland Motor Corporation (BLMC). Интерес към италианската компания проявяват и автомобилните производител Volkswagen, Mitsubishi и Honda, но без успех. На 6 май 1972 г. Innocenti става част от BLMC. Името на компанията е променено на Leyland-Innocenti с президент Джефри Робинсън. Предвижда се експортиране на Mini-Innocenti за страни като Франция, Белгия, Швейцария и Холандия. През 1974 г. компанията отново е в криза и се съкращават над 1600 работници. Британските ръководители се опитват да продадат едно от производствените предприятия на Alfa Romeo, но производителят от Милано категорично отказва, наглед тежкото икономическо състояние на предприятието.

## Производство
- по години

| Година | Производство | Експорт |
| ------ | ------------ | ------- |
| 1969   | 47 760       | 10      |
| 1970   | 50 630       | 1       |
| 1971   | 61 950       | 1       |
| 1972   | 62 834       | 205     |
| 1973   | 58 471       | 6690    |
| 1974   | 60 711       | 17 421  |
| 1975   | 33 061       | 11 003  |
| 1976   | 12 789       | 754     |
| 1977   | 38 120       | 10 169  |
| 1978   | 40 719       | 8862    |
| 1979   | 39 991       | -       |
| 1980   | 39 770       | -       |
| 1981   | 23 187       | -       |
| 1982   | 21 646       | -       |
| 1983   | 13 688       | -       |
| 1984   | 17 151       | -       |
| 1985   | 15 218       | -       |
| 1986   | 12 687       | -       |
| 1987   | 10 443       | -       |
| 1988   | 10 331       | -       |
| 1989   | 10 100       | -       |
| 1990   | 4221         | -       |
| 1991   | 10 550       | -       |
| 1992   | 8600         | -       |
| 1993   | 19           | -       |
| 1994   | 2            | -       |

- по Модели

Innocenti А40 – 67 706

Innocenti 950 – 7651

Innocenti Mini – 98 392

Innocenti 3 цилиндъра – 135 000